# Крушма (приток Крушмы)
Крушма (Правая Крушма) — река в России, протекает в Алексинском районе Тульской области, правый приток одноимённой реки Крушма (притока Оки). Устье реки Правая Крушма находится в 26 км по правому берегу реки Крушма (притока Оки). Длина реки Правая Крушма составляет 27 км. Площадь водосборного бассейна — 130 км².
Вдоль течения реки расположены населённые пункты Пронино, Большое Бизюкино, Малое Бизюкино, Торчково, Березовка и Колюпаново.

## Притоки
В 5,2 км по правому берегу от устья в реку впадает одноимённый ручей Крушма.

## Данные водного реестра
По данным государственного водного реестра России относится к Окскому бассейновому округу, водохозяйственный участок реки — Ока от города Калуга до города Серпухов, без рек Протва и Нара, речной подбассейн реки — бассейны притоков Оки до впадения Мокши. Речной бассейн реки — Ока.
Код объекта в государственном водном реестре — 09010100812110000021746.